# Huy (thành phố Bỉ)
Huy (phát âm [ɥi]; tiếng Wallon: Hu; tiếng Hà Lan: Hoei) là một đô thị của Bỉ. Đô thị này tọa lạc ở vùng Walloon, tỉnh Liege. Huy nằm dọc theo sông Meuse, tại cửa sông nhỏ Hoyoux. Đô thị Huy gồm các đô thị cũ Ben-Ahin và Tihange.

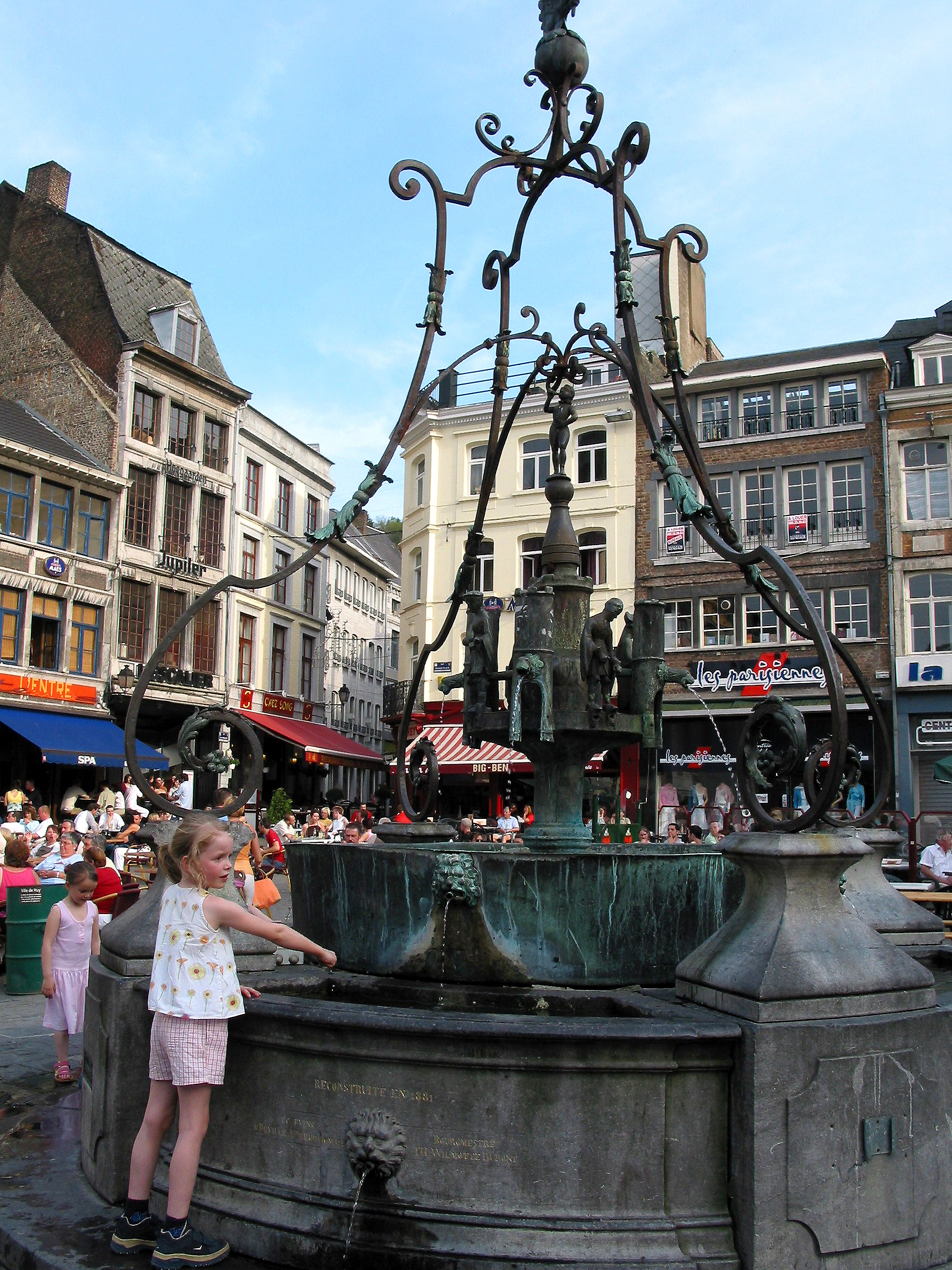
Li Bassinia

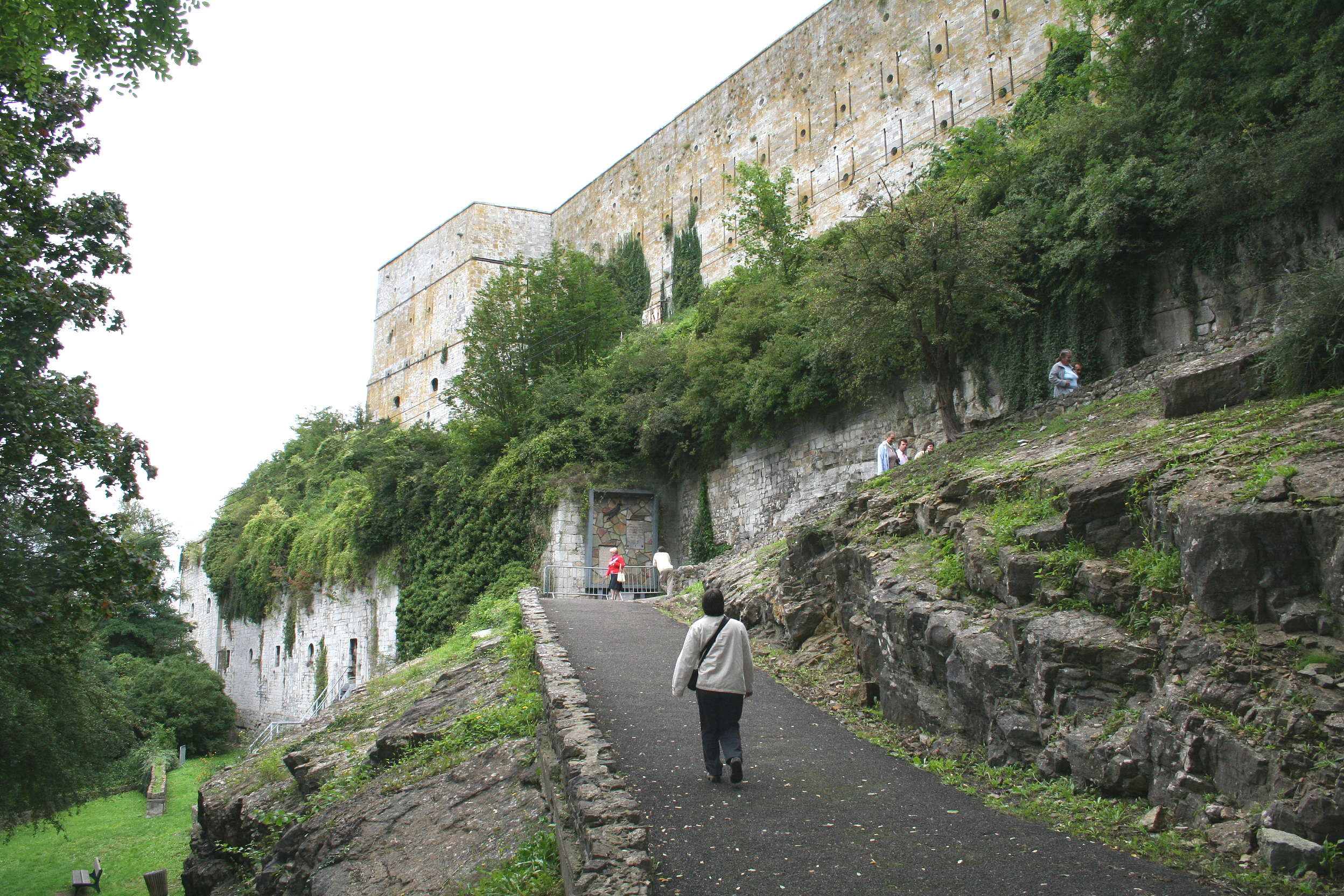
Huy

## Các địa điểm nổi bật
- Li Bassinia, đài nước thế kỷ 15 nằm giữa Grand Place,
- Li Tchestia,lâu đài xây năm 1818.
- Li Rondia, cửa sổ hoa hồng của giáo đường theo phong cách kiến trúc Gô-tic.
- Li Pontia, cầu bắc qua sông Meuse.

## Người địa phương nổi tiếng
- Joseph Lebeau, nhà chính trị (1794-1865)
- Anne-Marie Lizin, nhà chính trị (sinh năm 1949)
- André Malherbe, vận động viên đua xe mô tô.
- Jean-Joseph Merlin, nhà phát minh
- Le Père Pire, người đoạt Giải Nobel Hòa bình năm 1958, đã sinh sống ở Huy.
- Alizée Poulicek
- Patrick Sarsfield.

## Thành phố kết nghĩa
|                     |                                      |
| Pháp: Compiègne     | Bờ Biển Ngà: Port-Bouet, gần Abidjan |
| Luxembourg: Vianden | Hàn Quốc: Seosan                     |
| Ý: Arona            | Anh Quốc: Bury St Edmunds            |
| Bénin: Natitingou   | Ý: Montagano                         |
| Bỉ: Tienen          | Albania: Krujë                       |
| Sénégal: Vélingara  |                                      |